# Acalolepta fuscosparsuta
Acalolepta fuscosparsuta là một loài bọ cánh cứng trong họ Cerambycidae.